# Титенко, Владимир Фёдорович
Владимир Фёдорович Титенко (1945-1993) — советский и российский актёр, режиссёр, заслуженный артист РСФСР (1978).
.

## Биография
Родился в Москве в семье военнослужащих. Окончил театральную школу-студию при Киевском театре оперетты.
Служил в Советской Армии в качестве солиста песни и пляски в г. Магдебурге (ГДР). После демобилизации работал в Житомирском музыкально-драматическом театре, с 1969 г. - артист Белорусского театра музыкальной комедии, амплуа - «простак». С 1970 г. - актёр театра оперетты Кузбасса.
Окончил режиссёрские курсы при ГИТИСе. Работал в Удмуртском музыкальном театре.
С 1987 г. - актёр и режиссёр Оренбургского театра музкомедии.
С 1989 г. - артист и режиссёр Магаданского музыкально-драматического театра, поставил спектакли «Черный дракон», «Моя прекрасная леди», «Летучая мышь», «Сильва», концерты.
Умер на сцене театра.
Брат — заслуженный артист РФ Валерий Титенко (1951-2018), жена — заслуженная актриса РФ Елена Петровна Титенко (род. 1948).

## Актёрские работы
- «Сильва» - Бони
- «Девчонке было 20 лет» - Володя
- «Акулина» - камердинер Степан
- «Бабий бунт» - Сёмка
- «Четверо с улицы Жанны» - Геннадий
- «Чёрный дракон» - Святая Рожа
- «Кето и Котэ» - Сико